# Alexander Sundberg
Alexander Sundberg (* 19. Januar 1981 in Kopenhagen) ist ein ehemaliger dänischer Eishockeyspieler, der in seiner aktiven Zeit von 1998 bis 2011 unter anderem für Malmö IF in der schwedischen Elitserien gespielt hat.     

## Karriere
Alexander Sundberg begann seine Karriere als Eishockeyspieler in der Nachwuchsabteilung des IC Gentofte, für dessen Profimannschaft er in der Saison 1998/99 sein Debüt in der AL-Bank Ligaen gab. Zur folgenden Spielzeit wechselte er zum Ligarivalen Rungsted Cobras, mit denen er auf Anhieb den nationalen Pokalwettbewerb gewann. Die Saison 2000/01 verbrachte der Flügelspieler überwiegend bei den U20-Junioren des schwedischen Eishockeyvereins Malmö IF, kam jedoch parallel auch zu neun Einsätzen für die Profimannschaft des Klubs in der Elitserien, der höchsten schwedischen Spielklasse. Nach seiner Rückkehr nach Dänemark, gewann er in der Saison 2001/02 mit den Rungstad Cobras den dänischen Meistertitel. 
In der Saison 2002/03 spielte Sundberg erneut in Schweden, diesmal jedoch bei IF Troja-Ljungby in der zweitklassigen HockeyAllsvenskan. Von 2003 bis 2005 stand er in seiner dänischen Heimat bei den Odense Bulldogs unter Vertrag. Anschließend lief er vier Jahre lang für die Rødovre Mighty Bulls auf, mit denen er 2008 zum zweiten Mal in seiner Laufbahn den dänischen Pokalwettbewerb gewann. Zuletzt spielte der langjährige Nationalspieler von 2009 bis 2011 für Hvidovre Ligahockey, ehe er seine Karriere im Alter von 30 Jahren beendete.   

### International
Für Dänemark nahm Sundberg im Juniorenbereich an der U18-Junioren-B-Weltmeisterschaft 1999, den U20-Junioren-B-Weltmeisterschaften 1999 und 2000 sowie der U20-Junioren-C-Weltmeisterschaft 2001 teil. Im Seniorenbereich stand er im Aufgebot seines Landes bei den B-Weltmeisterschaften 2001 und 2002 sowie bei den A-Weltmeisterschaften 2004, 2007, 2009 und 2010. 

## Erfolge und Auszeichnungen
- 2000 Dänischer Pokalsieger mit den Rungsted Cobras
- 2002 Dänischer Meister mit den Rungsted Cobras
- 2008 Dänischer Pokalsieger mit den Rødovre Mighty Bulls

### International
- 2002 Aufstieg in die Top-Division bei der Weltmeisterschaft der Division I